# Tu corri!
Tu corri! è un singolo dei Gemelli DiVersi, terzo singolo estratto dall'album Fuego del 2002, terzo album del gruppo hip hop milanese.

## Descrizione
Il brano trae ispirazione dall'esperienza calcistica di Emanuele Busnaghi, membro della band conosciuto come Thema.